# Srebarna
Das Biosphärenreservat Srebarna befindet sich an der Donau, im Nordosten Bulgariens, ca. 17 km westlich von Silistra entfernt. Es erstreckt sich über 900 Hektar, auf denen 99 Vogelarten brüten und 80 Zugvogelarten überwintern.

## Geschichte
Bereits 1942 wurde der Srebarna-See auf nationaler Ebene zum Vogelschutzgebiet und 1948 zum Naturreservat erklärt. Im Jahre 1973 folgte die Erklärung zum Feuchtgebiet von internationaler Bedeutung und 1977 wurde das Gebiet erstmals von der UNESCO als Biosphäre anerkannt. Eine Pufferzone wurde 1983 als Schutz um den See herum angelegt, im gleichen Jahr kam es auch zur Aufnahme in die Liste des Weltnaturerbes der UNESCO. Der Bau eines Damms stromaufwärts der Donau führte zur allmählichen Austrocknung, da die alljährlichen Überschwemmungen ausblieben. Dies führte dazu, dass das Biosphärenreservat 1992 bis 2002 als Welterbe in Gefahr aufgelistet wurde, da unter anderem ein erheblicher Rückgang der Pelikanpopulation zu verzeichnen war.
Der See ist seit 2002 Namensgeber für den Srebarna-Gletscher auf der Livingston-Insel in der Antarktis.

## Lage
Der Srebarna-See liegt in den Flussniederungen einen Kilometer südlich der Donau, die eine natürliche Grenze zum benachbarten Rumänien bildet, und 19 Kilometer von Silistra entfernt. Die genauen Geokoordinaten sind: 44°07'N, 27°04'E. Das geschützte Gebiet umfasst eine Fläche von 902 Hektar und liegt durchschnittlich 10 bis 13 Meter über dem Meeresspiegel. Der See erstreckt sich über eine Fläche von 120 Hektar offener Gewässer und beinhaltet ebenfalls 400 Hektar Schilfflächen. Er ist bis zu 3,3 Metern tief.

## Flora
Das Biosphärenreservat Srebarna gehört biogeographisch zum mitteleuropäischen Waldgebiet. Zur Landschaft gehören stehende Gewässer mit Unterwasservegetation, Sumpfland, Schilfflächen, Feuchtwiesen, Graswiesen und Pappelbestand. Die am stärksten vertretene Pflanzenart ist das Schilfrohr (Phragmites australis), des Weiteren sind auch weiße Seerosen der Gattung Nymphaea alba und verschiedene Weidenarten vorhanden. Insgesamt gibt es im Biosphärenreservat 2 international und 11 national bedrohte Pflanzenarten.

## Fauna
Da das Biosphärenreservat Srebarna am östlichen Migrationsweg der Zugvögel liegt, der so genannten „Via Pontica“, die an der westlichen Schwarzmeerküste vorbeiführt, ist eine sehr vielfältige Avifauna nicht verwunderlich. Es sind 233 verschiedene Vogelarten vertreten, wovon 80 Zugvögel sind und 99 vor Ort brüten. Zu letzteren gehören der Krauskopfpelikan (Pelecanus crispus, 10 % des Weltbestands sind hier zu finden), der Kormoran (Phalacrocorax carbo), die Moorente (Aythya nyroca) und die Rothalsgans (Branta ruficollis). Auch verschiedene Reiherarten wie zum Beispiel den Nachtreiher (Nycticorax nycticorax) und für die Zwergdommel (Ixobrychus minutus) finden hier eine Brutstätte. 12 international und 57 national bedrohte Vogelarten sind am Srebarna-See anzutreffen.
Neben den unzähligen Vogelarten gibt es auch 41 Säugetier-, 18 Fisch-, 15 Reptilien- und 12 Amphibienarten.

## Galerie

Panoramabilder aus dem Reservat
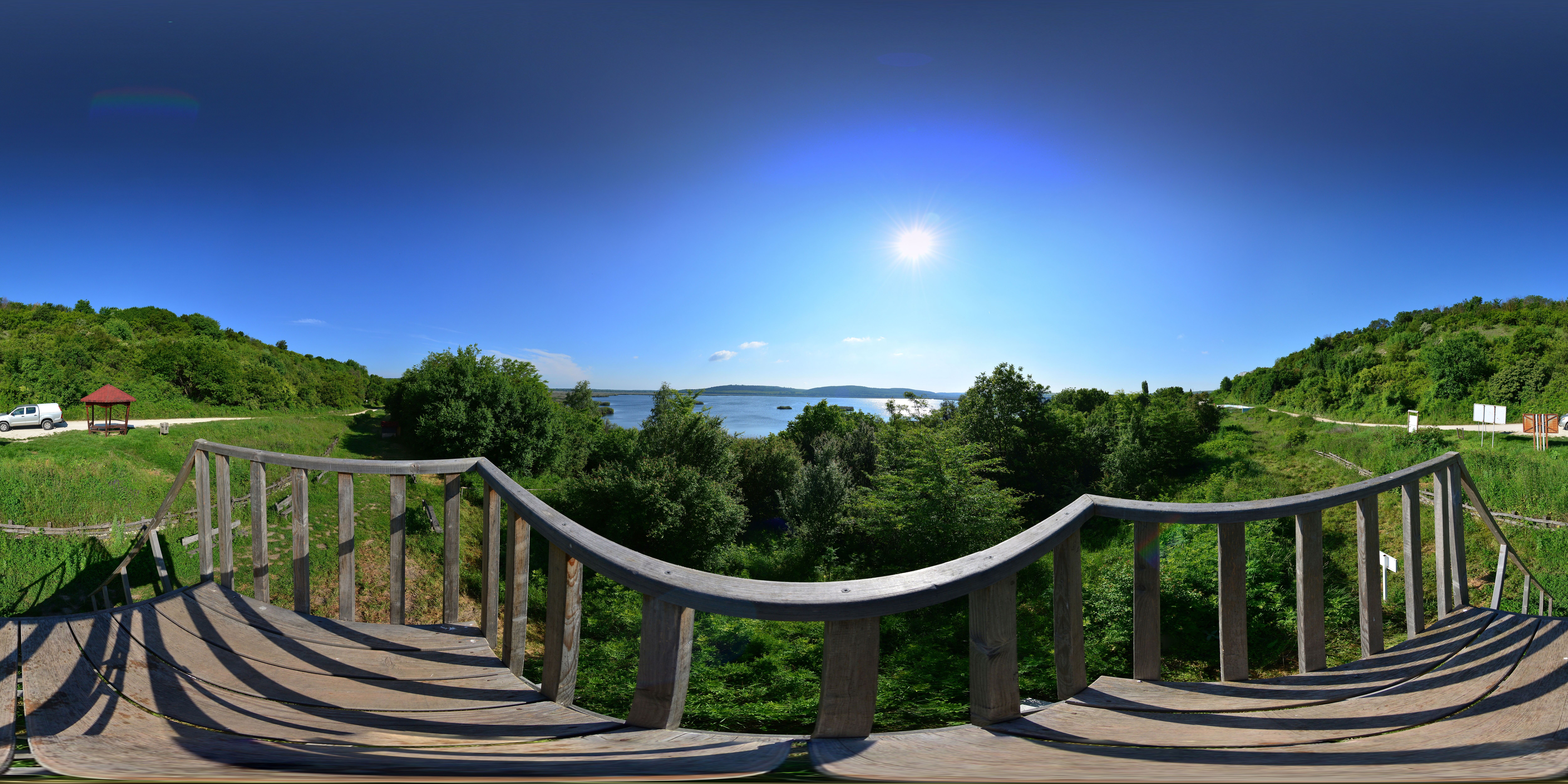
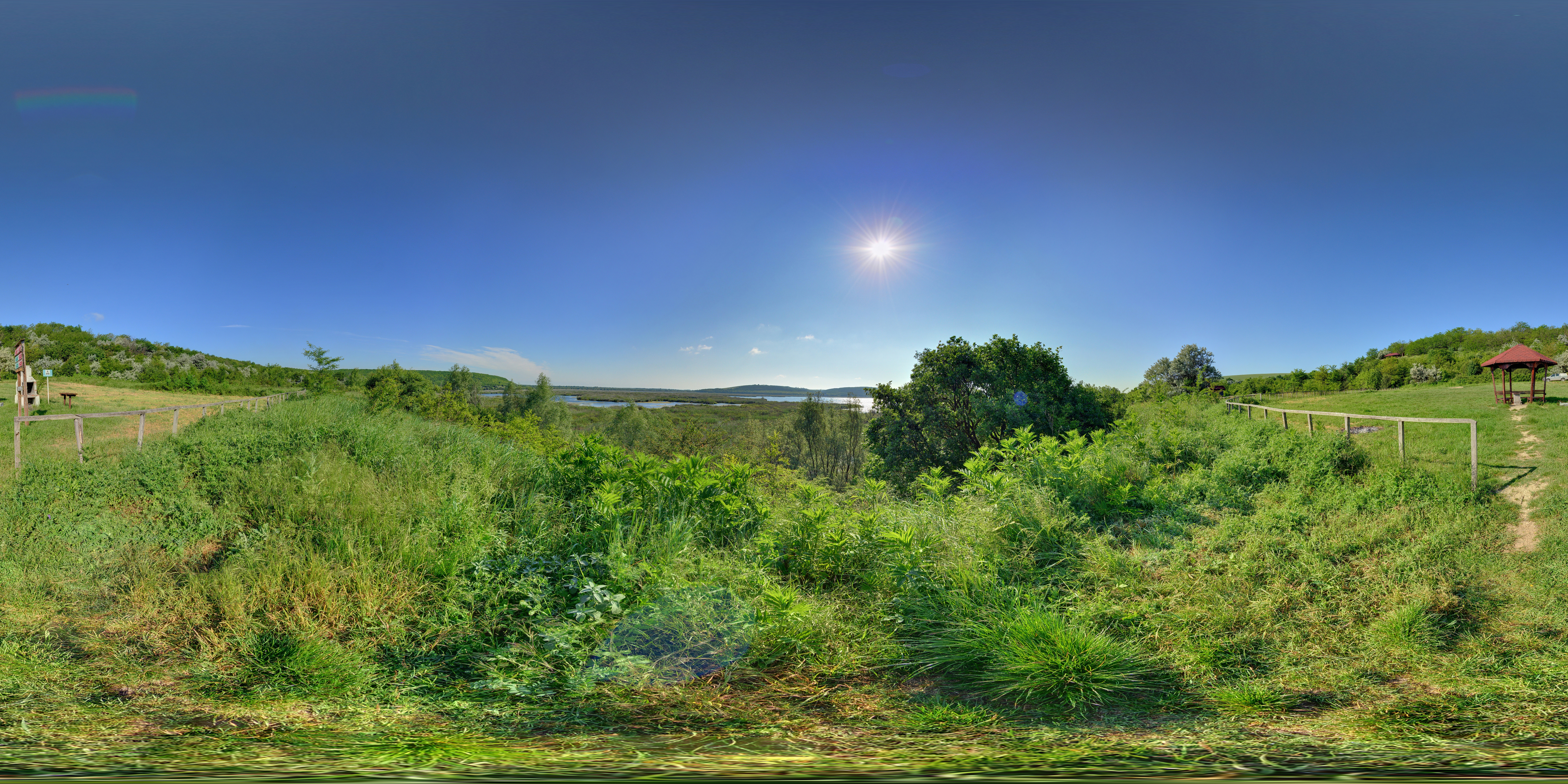
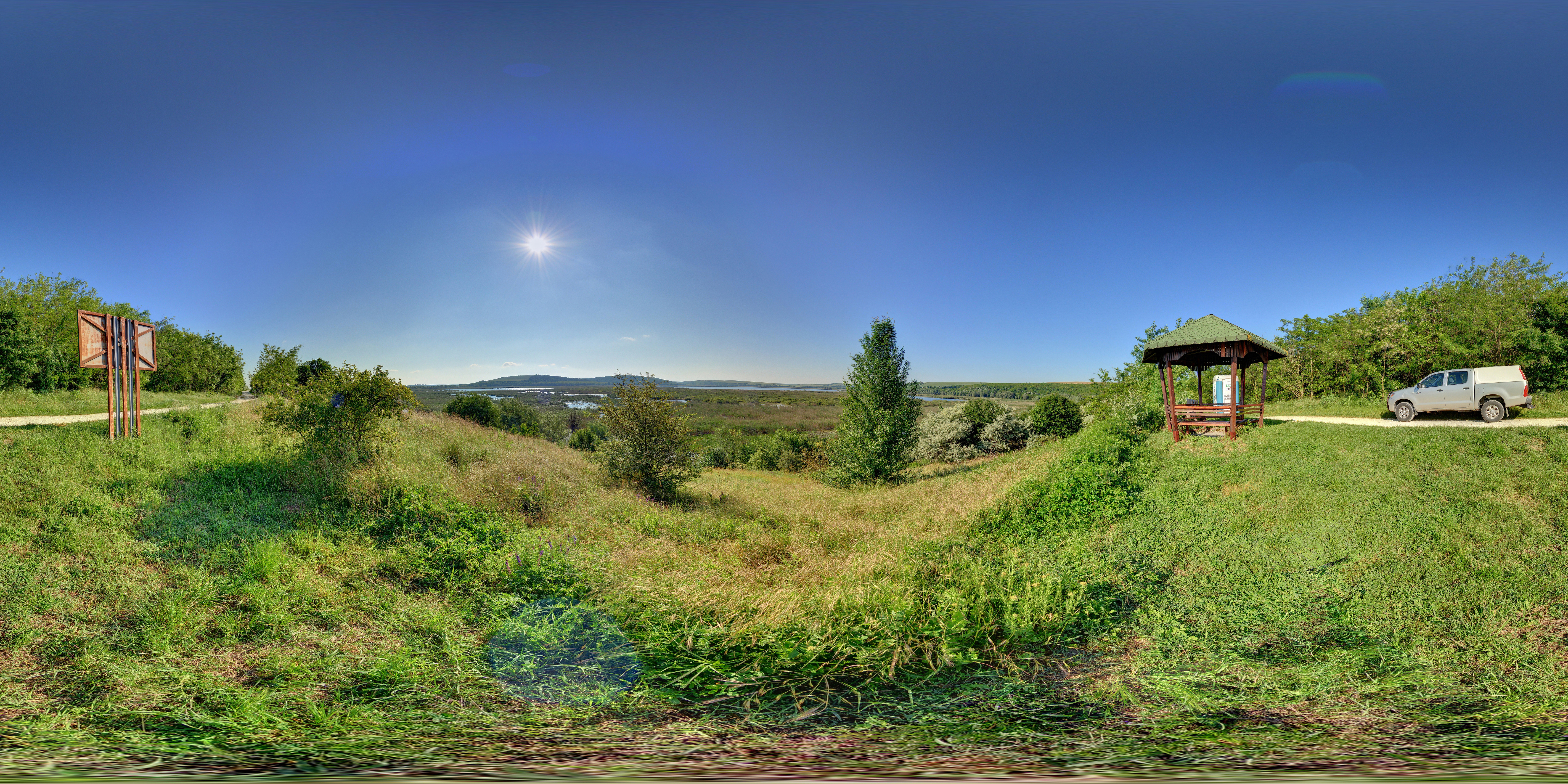
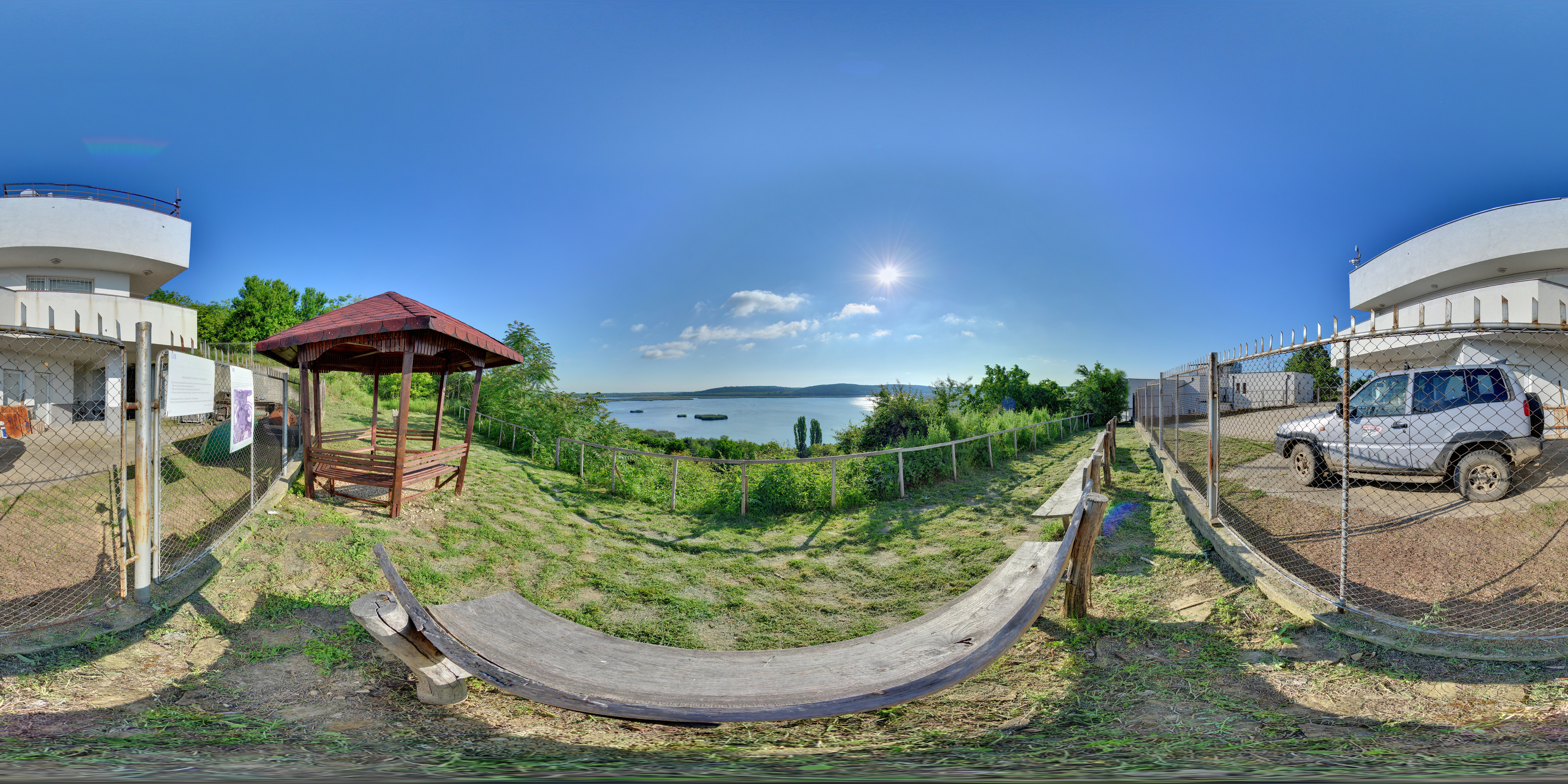
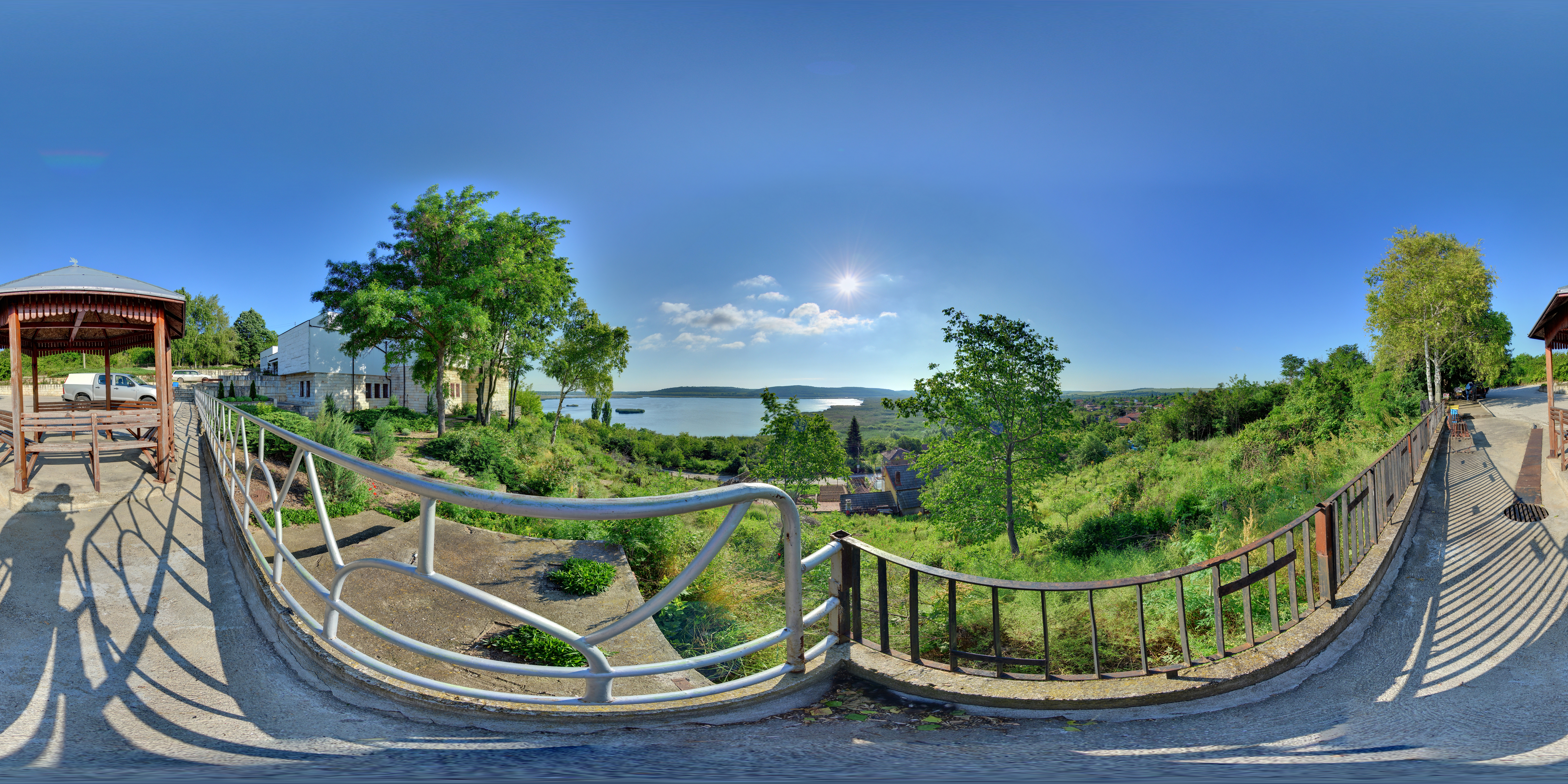

## Zugang
Der Besuch des Biosphärenreservats ist strengstens untersagt, auch fischen und jagen sind nicht erlaubt. Das gesamte Gebiet ist durch einen Zaun abgegrenzt. Ein Naturkundemuseum, das zum Reservat gehört, empfängt jährlich etwa 15.000 Besucher.